# بورتر كرايغ
بورتر كرايغ (بالإنجليزية: Porter Craig)‏ هو مدير فني أمريكي، (ولد في كانساس سيتي في الولايات المتحدة 1888  م).